# Wojtkowa Szpara
Wojtkowa Szpara – jaskinia w Dolinie Chochołowskiej w Tatrach Zachodnich. Wejście do niej znajduje się w sztolni, w Klinowej Czubie nad Polaną Huciska (Huciańskie Banie), w jej ramieniu zwanym Huciański Klin, na wysokości 1175 (1210) m n.p.m. Długość części naturalnej jaskini wynosi 65 metrów, a jej deniwelacja 15 metrów (12 metrów).

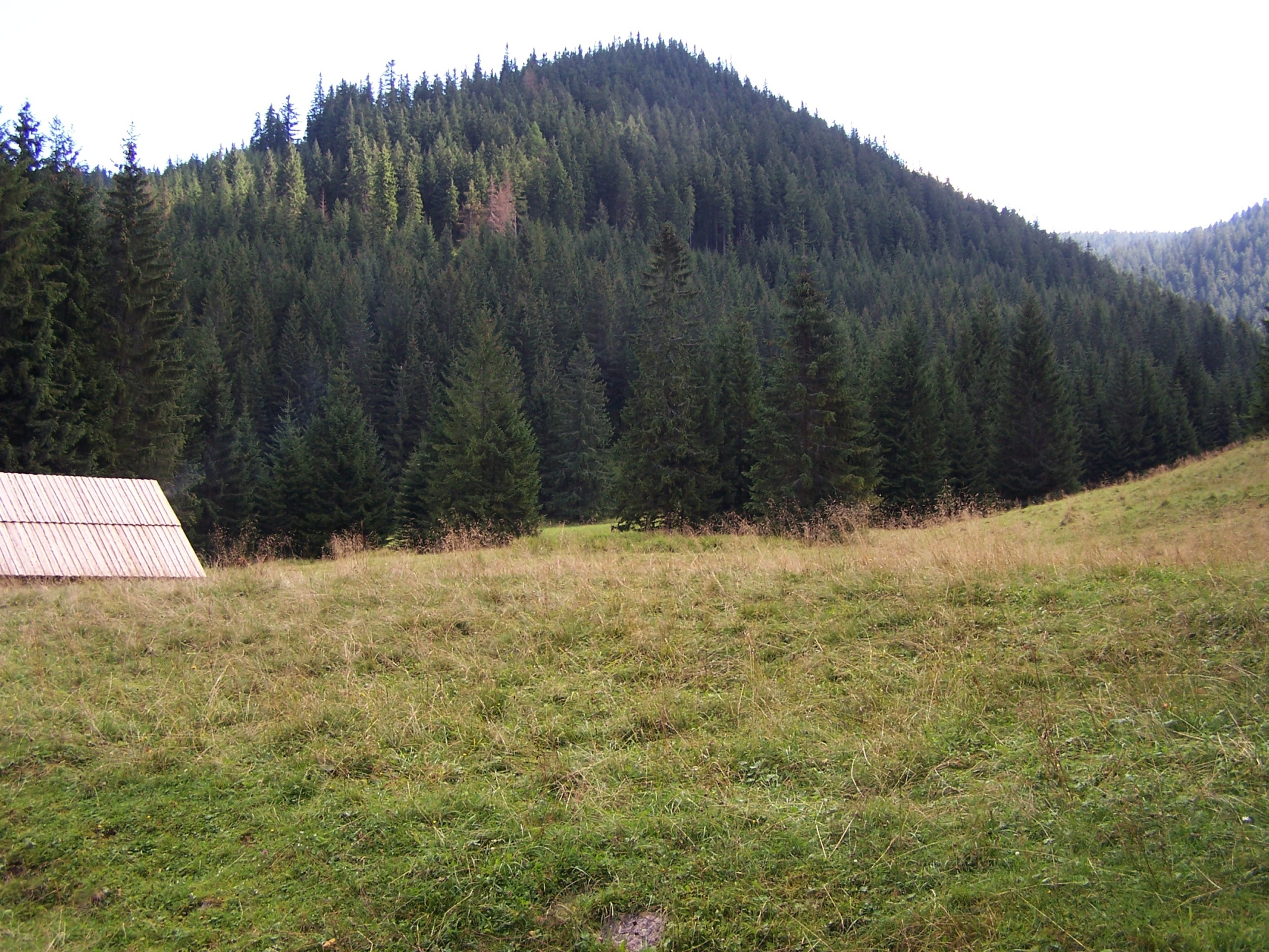
Polana Huciska i Klinowa Czuba

## Opis jaskini
Ponad skałkami znajdują się otwory sześciu sztolni, a około 20 metrów wyżej dwu kolejnych – w tym Wojtkowej Szpary, w której po 8 metrach od otworu zaczyna się naturalna jaskinia.
Idąc sztolnią dochodzi się do salki Sień, gdzie znajduje się prostopadły, naturalny korytarz w kształcie szczeliny. Tu zaczyna się jaskinia.
Korytarz idący w kierunku zachodnim ma około 20 metrów długości i obniża się na głębokość około 15 metrów, natomiast w kierunku wschodnim (Czarna Izba) jego długość wynosi około 10 metrów.

## Przyroda
W jaskini występują drobne nacieki. Flora i fauna nie była badana.

## Historia odkryć
Odkrywcami jaskini byli górnicy, którzy w XIX wieku (a być może w końcu XVIII wieku) wydobywali tu rudy manganu.
19 lipca 1987 roku zbadali ją grotołazi z Zakopanego. Opis i plan sporządziła R. Jach w 2000 roku.